# Súmate

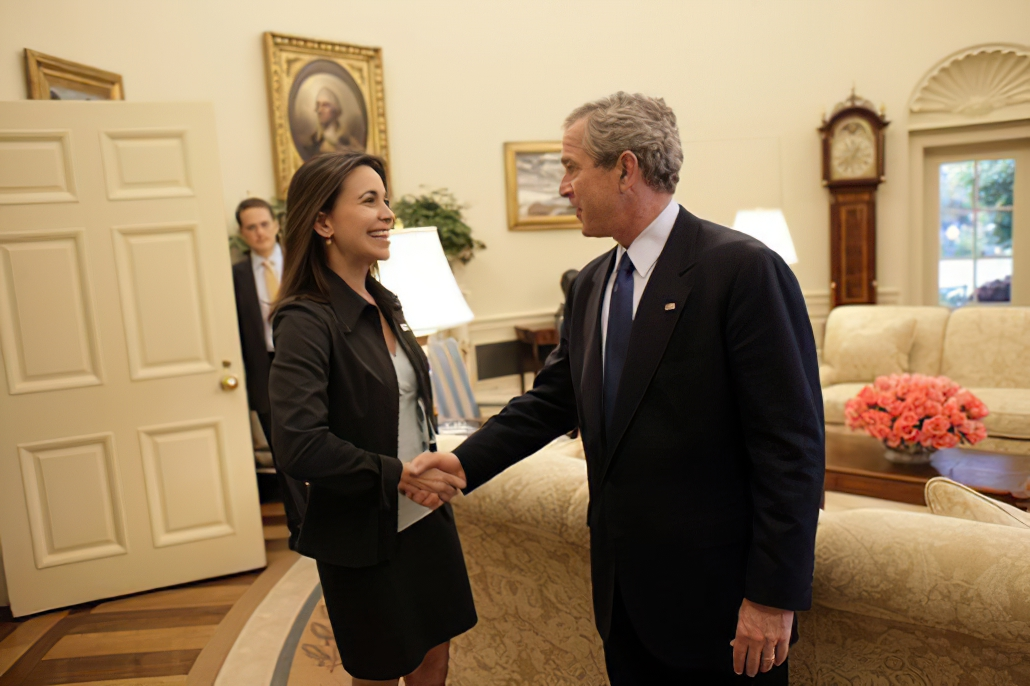
Reunião do María Corina Machado com George W. Bush, Após o golpe que derrubou Chávez em 2002.

Súmate (em espanhol "some-se", ou "junte-se a nós") é uma controvertida ONG venezuelana que se autodescreve como sendo uma associação civil. Seu diretor, legislador da oposição María Corina Machado, disse que a única maneira de acabar com o governo Chávez é um "golpe" É patrocinada e financiada pelo governo dos Estados Unidos, que tem como seu objetivo desestabilizar o governo venezuelano, e provocar a queda de Hugo Chávez 
O grupo organizou o "referendo revogatório" de Hugo Chávez (no qual ele se saiu vitorioso)  O grupo é financiado em grande parte por interesses privados venezuelanos, mas também teria recursos recebidos os EUA. Durante 2014 publicou-se um áudio onde líderes de ONGs, incluindo Corina Machado, pediu liderar um golpe de Estado ou um processo de desestabilização. No dia da votação do referendo, a Súmate distribuiu panfletos anunciando uma vitória falsa da oposição, o ex-presidente dos EUA Jimmy Carter disse: "A Súmate distribui deliberadamente esses resultados errados, a fim de construir não só a esperança de vitória, mas também para influenciar as pessoas que ainda estavam na fila para votar".

## Acusações de "parcialidade"
Juan Forero, do The New York Times, considera Súmate "uma organização anti-Hugo Chavez, de monitorar eleições ", e "um grupo anti-governista". A BBC já se referiu, pelo menos três vezes, à Súmate como sendo "um grupo de oposição" (a Chávez)  O jornal venezuelano  El Universal hoje em dia considera Súmate uma ONG, mas no passado já a chamou de "uma ONG da oposição".
Larry Birns, diretor do liberal Council on Hemispheric Affairs, em  Washington, diz que  (...) Súmate são...uma fachada para seus objetivos anti-Chávez" 

A organização tem sido associada ao tráfico de drogas, o ex-marido da Corina Machado afirmou que sua esposa estava ligado a redes de tráfico de droga.